# Safvet-beg Bašagić
Safvet-beg Bašagić (Nevesinje, 6. svibnja 1870. – Sarajevo, 9. travnja 1934.) bio je bosanskohercegovački književnik, znanstvenik, prevoditelj i političar. Smatra se dijelom hrvatske i bošnjačke književnosti. Osnivač je mnogih listova, časopisa i društva Gajret. Ima velike zasluge za upoznavanje hrvatske književnosti s turskom, arapskom i perzijskom literaturom. Bio je prvi predsjednik Bosanskog sabora.

## Životopis
Safvet-beg Bašagić-Redžepašić rodio se u Nevesinju 1870. godine. Otac mu je bio Ibrahim-beg poznat pod pjesničkim imenom Edhem. Djed mu je bio Lutfullah-beg, zvani Bašaga po kojemu se ova grana Redžepašića prozvala Bašagić. Po majci je Almashanumi bio unuk Dervišpaše (Dedage) a praunuk Smail-age Čengića. Poslije mekteba i ruždije upisao je i pohađao gimnaziju u Sarajevu a istu je svršio 1895. godine. Godine 1894. godine još kao gimnazijalac odaziva se pozivu i sudjeluje u polaganju kamena temeljca Starčevićevom domu u Zagrebu, zbog čega je prisiljen položiti maturu na Bečkom sveučilištu. 1895. godine upisao se je na bečko sveučilište i tu je do 1899. godine slušao predavanja iz turskoga, arapskoga i perzijskoga jezika i povijesti.
Predavao je arapski jezik na Sarajevskoj velikoj gimnaziji od 1900. do 1906. godine i osnivao muslimanska društva Gajret, El-Kamer i Muslimanski klub. Godine 1900. pokrenut je list Behar, list koji je bio za kulturno podizanje muslimanske obitelji i njezino osvješćivanje u hrvatskome duhu i Bašagić mu je bio prvim urednikom. U Beču je 1910. godine doktorirao orijentalne jezike i povijest islama. Nakon toga bio je kandidat za profesora orijentalnih jezika na Zagrebačkom sveučilištu, u međuvremenu izabran je za zastupnika (1910.) te i potpredsjednika Bosanskoga sabora (dva zasjedanja). Bio je i dva puta predsjednik Bosanskoga sabora a na tome položaju zatekao ga je i početak Prvoga svjetskog rata te na kraju i slom Austrougarske države. Nakon Prvoga svjetskog rata, Bašagić je radio u sarajevskome Zemaljskom muzeju od 2. prosinca 1919. godine do 18. svibnja 1927. godine i umirovljenja, zbog bolesti.
Umro je u Sarajevu, 9. travnja 1934. godine. Pokopan je sutradan, 10. travnja 1934. godine, na počasnom mjestu, kod Gazi Husrevbegove džamije.

## Književno i znanstveno stvaralaštvo
Još kao đak 2. razreda gimnazije, 1886. godine, pokušava pisati stihove hrvatski i taj početak pokazuje kakav će biti njegov daljnji rad, o pradjedovima, o njihovoj čestitosti, o junaštvu. Njegove pjesme su jednostavne formom, duši bliske sadržinom u kojima opijeva boli i stradanja, život i užitke naroda u Bosni razapeta na velikoj raskrsnici Istoka i Zapada. Tipičan je pjesnik bosanskoga ponosa i to bosansko-begovskoga ponosa kako u lirskoj pjesmi tako i u dramama (Abdullah paša i Boj pod Ozijom a jedna njegova drama nosila je naslov Bosanski ponos). Godine 1894. poslao je Matici hrvatskoj u Zagreb zbirku od 68 lirskih i epsko-lirskih narodnih pjesama koje je zabilježio a koje su dobrim dijelom već uvrštene u Matičine zbirke narodnih pjesama. Godine 1900. izdao je Kratku uputu u prošlost Bosne od 1463. do 1850., koja je do pojave knjige Geneza nacionalnog pitanja bosanskih Muslimana (Muhamed Hadžijahić) bila standard proučavanja povijesti muslimana. Godine 1915. prikupio je veliki materijal za rječnik turcizama, arabizama i parsizama u hrvatskome jeziku. Posljednje mu je djelo Znameniti Hrvati: Bošnjaci i Hercegovci u turskoj carevini, u izdanju Matice hrvatske, 1931. godine, koje je u neku ruku nadopuna Kratkoj uputi... i Bošnjacima i Hercegovcima u islamskoj književnosti. Bio je suradnikom u leksikonu Znameniti i zaslužni Hrvati te pomena vrijedna lica u hrvatskoj povijesti od 925–1925 tiskanom 1925. godine prigodom proslave 1000-godišnjice hrvatskoga kraljevstva i napisao je 79 životopisa.

## Djela
- Trofanda iz hercegovačke dubrave (1890-1894), Vlastita naklada, Zagreb, 1896. (2. izd. Vlastita naklada, Sarajevo, 1928.)
- Najstariji ferman begova Čengića: sa 1 tablom / priopćio Safvet beg R. Bašagić, Zemaljska štamparija, Sarajevo, 1897.
- Kratka uputa u prošlost Bosne i Hercegovine (1463-1850), Vlastita naklada, Sarajevo, 1900. (prijetisak, Zagreb, 1989.)
- Abdullah-paša. Dramski spjev u 4 čina iz XVIII vijeka. Vlastita naklada, Sarajevo, 1900.
- Pod ozijom ili krvava nagrada. Dramski spjev iz XVIII vijeka u 3 čina (5 slika). Vlastita naklada, Sarajevo, 1905.
- Misli i čuvstva: (nove pjesme), Vlastita naklada, Sarajevo, 1905.
- Gazi Husrevbeg (U spomen četiristogodišnjice dolaska u Bosnu), Braća Bašagić, Sarajevo, 1907.
- Uzgredne bilješke I. Pričice i dosjetke za mladež pribrao -. Braća Bašagić, Sarajevo, 1907.
- Najstariji ferman begova Čengića, Vlastita naklada, Sarajevo, 1907.
- Bošnjaci i Hercegovci u islamskoj književnosti I, Vlastita naklada, Sarajevo, 1912.
- Izabrane pjesme, Vlastita naklada, Sarajevo, 1913.
- Opis orijentalnih rukopisa moje biblioteke, Vlastita naklada, Sarajevo, 1917.
- Najstarija Turska vijest o Kosovskom boju, Vlastita naklada, Sarajevo, 1924.
- Mevlud. Po muteber ćitabima spjevao, Vlastita naklada, Sarajevo, 1924. (2. dop. izd. Sarajevo, 1924., 3. dop. izd. Sarajevo, 1931., 4. dop. izd. Sarajevo, 1941., 5. dop. izd. Sarajevo, 1942; – Al-Mawlid 'An-Nabawiaš-Šarif. Bayrut, 1962. s. 21.
- Znameniti Hrvati: Bošnjaci i Hercegovci u Turskoj carevini, Matica Hrvatska, Zagreb, 1931.

### Posmrtno
- Odabrane pjesme, Matica Hrvatska, Sarajevo, 1944.
- Izabrana djela – priredio Muhsin Rizvić. I knjiga: Muhsin Rizvić: Pjesničko djelo Mirze Safveta; Lirika: II Prepjevi; O književnosti, Bibliografija i literatura. Svjetlost, Sarajevo, 1971, str. 266/302.
- Bošnjaci i Hercegovci u Islamskoj književnosti. Prilog kulturnoj historiji Bosne i Hercegovine (i) Znameniti Hrvati, Bošnjaci i Hercegovci u Turskoj carevini. (Prvi dio priredio i predgovor napisao Džemal Čehajić. Drugi dio priredio i napomene Amir Ljubović.), Svjetlost, Sarajevo, 1986, str. 452.
- Znameniti Hrvati: Bošnjaci i Hercegovci u Turskoj carevini / Safvet-beg Bašagić ; predgovor Filip Lukas, Biblioteka Viribus unitis, knj. 2, Birotisak, Zagreb, 1994.
- Bošnjaci: pjesme i rasprave, Preporod, Zagreb, 1994.
- Izabrana djela / Safvet-beg Bašagić. Izabrana djela / Musa Ćazim Ćatić, priredio Ozren Prohić, Matica hrvatska, Zagreb, 2005.

### Prijevodi
- Nizamul-Alem. Prijevod Safvet-bega Bašagića, a napisao Hasan Ćafi Pruščak. Sarajevo, 1919.
- Omer Chayyam: Rubaije. Prijevod. Knjiga I. Vlastita naklada. Sarajevo, 1928. (2. izd. Vlastita naklada, Sarajevo, 1928., 3. izd. Priredio i predgovor napisao Alija Bejtić, Mladost, Zagreb, 1954.)

## Zanimljivosti
- Bašagićevi stihovi "Jer hrvatskog jezika šum / Može da goji, / Može da spoji, / Istok i zapad, pjesmu i um" bili su krilatica mostarskoga pravaškog časopisa Osvit, kojega je krajem 19. stoljeća uređivao Ivan Milićević.[11]

## Vanjske poveznice
- HercegBosna.org – Safvet-beg Bašagić
- Kreševljaković, Hamdija, Dr. Safvetbeg Bašagić // Narodna starina, sv. 13., br. 33. (1934.), str. 89. – 91. (Hrčak)
- Safvet beg Bašagić  Arhivirana inačica izvorne stranice od 5. travnja 2019. (Wayback Machine), Znameniti Hrvati: Bošnjaci i Hercegovci u Turskoj carevini  Arhivirana inačica izvorne stranice od 14. srpnja 2017. (Wayback Machine), Kalendar Napredak, 1. siječnja 1933.  Arhivirana inačica izvorne stranice od 28. prosinca 2017. (Wayback Machine), infobiro.ba